# Achromadora aetiopica
Achromadora aetiopica är en rundmaskart som först beskrevs av Allgen 1933.  Achromadora aetiopica ingår i släktet Achromadora och familjen Cyatholaimidae. Inga underarter finns listade i Catalogue of Life.